# 碘苯
碘苯也称碘代苯，是苯的一碘取代物，分子式为C6H5I。它用于有机合成中或用作折射率标准液。

## 性质
碘苯是无色有特殊气味的液体，难溶于水，可溶于氯仿、乙醚和乙醇。对光敏感，见光颜色逐渐变黄。闪点74℃。
由于 C-I 键键能比 C-Cl 和 C-Br 键键能低，因此碘苯的反应性比氯苯和溴苯更强。它可以与镁反应生成格氏试剂苯基碘化镁（PhMgI），后者可在有机合成中用作苯基负离子的合成子等价物。
碘苯也可作为薗头偶合反应、Heck反应和其他金属催化的偶联反应中的原料。

## 制备
由苯胺重氮化、置换制得。首先向冷却的苯胺盐酸溶液中缓慢滴加亚硝酸钠溶液，并用碘化钾淀粉试纸测定反应终点（蓝色），使之发生重氮化反应生成重氮盐PhN2+Cl−，然后加入碘化钾溶液，使重氮基被碘取代并放出氮气，生成碘苯。反应后加入强碱使过量的亚硝酸盐水解，酸化，最后用水蒸汽蒸馏收集产物，即得到纯净的碘苯。
除上述方法外，碘苯也可通过用碘、硝酸和苯在回流条件下反应得到。
还有一种制取碘苯和取代碘苯的方法是：先用三氧化二铊与含水三氟乙酸加热反应制取三氟乙酸铊，然后在存在三氟乙酸的情况下加入苯反应，生成二(三氟乙酸)苯基铊，最后将二(三氟乙酸)苯基铊与碘化钾水溶液反应，便可得到碘苯，产率高达96%。
2-碘对二甲苯用上述铊法制取的过程可总结为：